# Unterseeboot UB-72
Pour les autres navires du même nom, voir Unterseeboot 72.
L'Unterseeboot UB-72 est un sous-marin (U-Boot) allemand de type UB III utilisé par la Kaiserliche Marine pendant la Première Guerre mondiale. Il est mis en service dans la marine impériale allemande le 9 septembre 1917.
L'UB-72 servait dans la Manche lorsqu’il a été coulé par une torpille du HMS D4 à 50° 08′ N, 2° 41′ O le 12 mai 1918.

## Conception
Comme tous les sous-marins de type UB III, l'UB-72 avait un déplacement de 508 tonnes en surface et de 639 tonnes en immersion. Ses moteurs lui permettaient de naviguer à 13,4 nœuds (24,8 km/h) en surface et à 7,5 nœuds (13,9 km/h) en immersion. Il avait une autonomie de 8420 milles marins (15590 km) à sa vitesse de croisière. L'UB-72 transportait 10 torpilles et était armé d’un canon de pont de 8,8 cm. L'UB-72 avait un équipage pouvant compter jusqu’à 3 officiers et 31 hommes. 

## Carrière
L'UB-72 a été construit par AG Vulcan à Hambourg. Après un peu moins d’un an de construction, il a été lancé à Hambourg le 30 juillet 1917. Il a été mis en service plus tard la même année.

## Affectations
- V Flottille : du 28 octobre 1917 au 25 avril 1918
- IIe flottille : du 25 avril au 12 mai 1918[4].

## Commandants
- Kapitänleutnant Walter Creutzfeld[5] : du 9 septembre 1917 au 1er mars 1918
- Oberleutnant zur See Friedrich Traeger[6] : du 2 mars au 12 mai 1918

## Navires coulés
| Date           | Nom          | Nationalité    | Tonnage | Destin.   |
| -------------- | ------------ | -------------- | ------- | --------- |
| 3 février 1918 | Svanfos      | Norvège        | 896     | Coulé     |
| 28 mars 1918   | HMS Tithonus | Royal Navy     | 3463    | Coulé     |
| 30 mars 1918   | Vafos        | Norvège        | 1322    | Coulé     |
| 6 mai 1918     | Sandhurst    | United Kingdom | 3034    | Coulé     |
| 8 mai 1918     | Quito        | United Kingdom | 3358    | Endommagé |
| 9 mai 1918     | Baron Ailsa  | United Kingdom | 1836    | Coulé     |